# Luis Robson
Luis Robson (nacido el 21 de septiembre de 1974) es un exfutbolista brasileño que se desempeñaba como delantero.
Jugó para clubes como el Mogi Mirim, Goiás, Corinthians, Leiria, FC Spartak de Moscú, Consadole Sapporo y Lorient.

## Trayectoria

### Clubes
| Club                | País     | Año         |
| ------------------- | -------- | ----------- |
| Matsubara           | Brasil   | 1992 - 1993 |
| Sorriso             | Brasil   | 1993 - 1994 |
| Mogi Mirim          | Brasil   | 1995        |
| Paraguaçuense       | Brasil   | 1995 - 1996 |
| Goiás               | Brasil   | 1996        |
| Corinthians         | Brasil   | 1996        |
| Leiria              | Portugal | 1996 - 1997 |
| Ferroviário         | Brasil   | 1997        |
| FC Spartak de Moscú | Rusia    | 1997 - 2001 |
| Consadole Sapporo   | Japón    | 2002        |
| Lorient             | Francia  | 2003 - 2005 |
| Marília             | Brasil   | 2006        |